# Бобрик, Владислав
Владислав Бобрик (род. 6 января 1971, Новосибирск) — советский и российский трековый и шоссейный велогонщик.

## Карьера
Во время любительской карьеры Владислав Бобрик несколько раз становился призёром чемпионатов СССР и России. В 1990—1991 годах он успешно выступал на американских гонках, выиграл этап и 8 дней удерживал лидерство на Тур де Трамп, недолговечном детище миллиардера Дональда Трампа. В последний год существования советской сборной Бобрик в ей составе завоевал серебряную медаль трекового чемпионата мира в командной гонке преследования. Его партнёром в этой гонке был Евгений Берзин, вместе с которым они в 1993 году подписали контракты с только образованной Gewiss-Ballan; россияне выступали за итальянскую команду до её роспуска в 1996 году. В дебютном профессиональном сезоне, в котором он выиграл этап Settimana Ciclistica Lombarda, Бобрик впервые участвовал в Джиро д'Италия. Всего на его счету 8 стартов на супермногодневках, где, в отличие от Берзина, успехов он не снискал. В 1994 году Бобрик одержал главную победу в своей карьере, на Джиро ди Ломбардия, где на 2 секунды опередил Клаудио Кьяппуччи. Весной следующего сезона он выиграл этап Париж — Ницца и стал 2-м в общем зачёте, уступив Лорану Жалаберу. Через 2 недели на Critérium International Бобрик снова уступил в общем зачёте только Жалаберу. Третьим стал Берзин, пути с которым у Владислава разошлись после расформирования Gewiss-Ballan. В 1997 году Бобрик выиграл Мемориал Ненчини, и эта была его последняя победа в карьере. Он выступал до 1999 года, после чего помогал национальной федерации в контактах с производителями велосипедов.